# کامنیتسا (دیمیترووگراد)
کامنیتسا (به صربی: Kamenica) یک منطقهٔ مسکونی در صربستان است که در دیمیتروگراد واقع شده‌است. کامنیتسا ۳۰ نفر جمعیت دارد.